# Ruda Śląska
Ruda Śląska é uma cidade da Polônia, na voivodia da Silésia. Estende-se por uma área de 77,73 km², com 140 098 habitantes, segundo os censos de 2019, com uma densidade de 1793,5 hab/km².